# IC 3345
IC 3345 је галаксија у сазвјежђу Береникина коса која се налази на листи објеката дубоког неба у Индекс каталогу.
Деклинација објекта је + 24° 22' 8" а ректасцензија 12h 26m 33,3s. Привидна величина (магнитуда) објекта IC 3345 износи 16,0 а фотографска магнитуда 17,0.